# Lira da Gamba

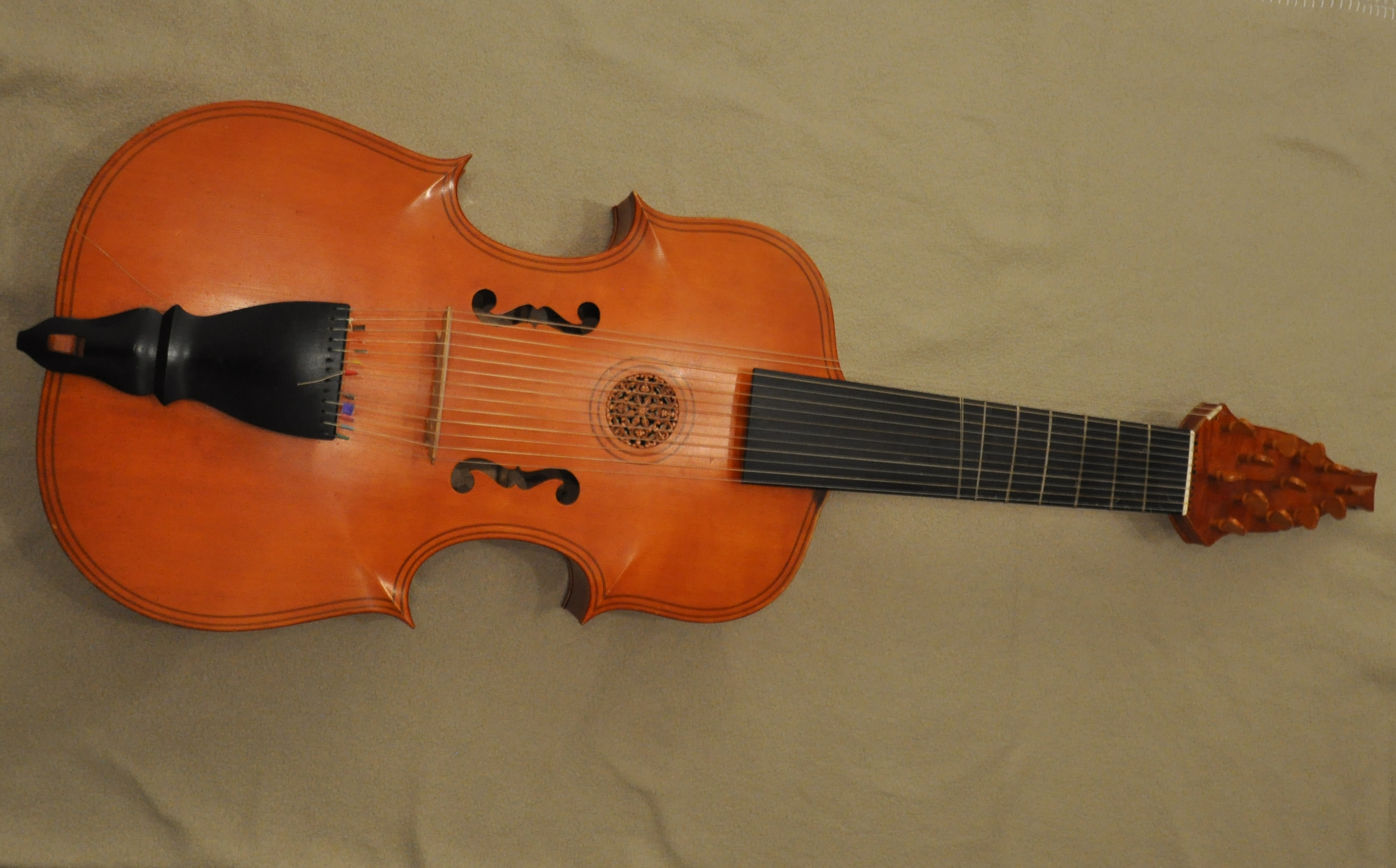
Lira da gamba

Die Lira da Gamba (auch: Lirone, lirone perfetto, arciviola da lira und lyra da gamba) ist ein historisches Streichinstrument, das sich in Italien bis in die Mitte des 17. Jahrhunderts hielt. Es war als tiefstes Instrument der Lirafamilie mit vielen Saiten ausgestattet, die auf dem Griffbrett und zum Teil neben diesem als sogenannte Bordune verliefen. Der Lirone wurde – vor allem in Italien – als Basso-continuo-Instrument verwendet. Die Konstruktion des Instrumentes wird erstmals in einem Brief von Atlante Migliorotti aus Mantua von 1505 erwähnt, was Rückschlüsse auf die Entstehungszeit erlaubt. Es wurden anfänglich weniger Saiten verwendet; später wurden zusätzliche Saiten hinzugefügt. Die sechzehnsaitige Lira da gamba ist ein Instrument, das durch Traktate auf die Zeit um 1600 datiert werden kann.

## Bauform

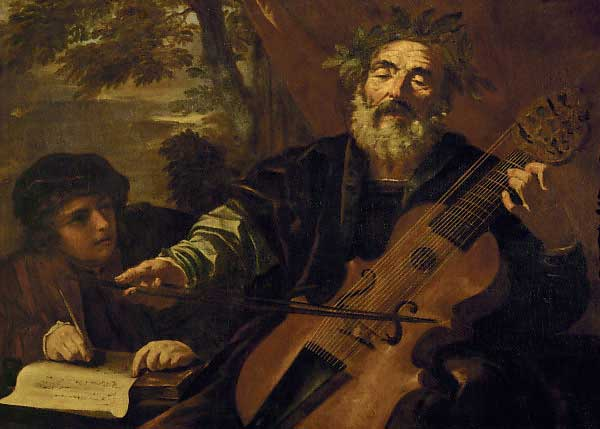
Pier Francesco Mola

Eine überlieferte Stimmung der Lira da Gamba (bei Praetorius) ist Ges-des für die Bordunsaiten, und für die verkürzbaren Saiten As-es-B-f-c-g-d-a-e-h-fis-cis'. Die Saiten wurden also abwechselnd in aufsteigenden Quinten und absteigenden Quarten gestimmt, wodurch sich Akkorde mit vielen Erniedrigungszeichen eher im Bass- und solche mit vielen Erhöhungzeichen eher im Diskantbereich greifen lassen.
Die Lira da Gamba wurde wie eine Viola da Gamba zwischen den Unterschenkeln gehalten, hatte wie diese meist Bünde und zwischen neun und sechzehn Saiten. Ein flacher Steg gestattete reiches akkordisches Spiel, weshalb diese Basslira zur Begleitung von Sologesang besonders geeignet war. Cardanus schreibt 1550: „Die Lira ist teilweise in Verbindung mit der menschlichen Stimme gebraucht. Es ist sozusagen das Instrument der Götter, so wie es gewöhnlich geschildert wird, dass sie es spielen...“.
Die Meyers-Enzyklopädie von 1902–1908 gibt an, dass das Instrument grundsätzlich in zwei Größen gebaut wurde:
- als Lira da Braccio mit sieben Griff- und zwei Bordunseiten: Ein Tenorinstrument, am Arm gehalten
- als Archiviola da lira („Lirone“ oder „Accordo“) mit bis zu 24 Saiten: Ein Instrument mit Tonumfang von Bass bis Alt (oder mehr), gespielt in Gambenhaltung.

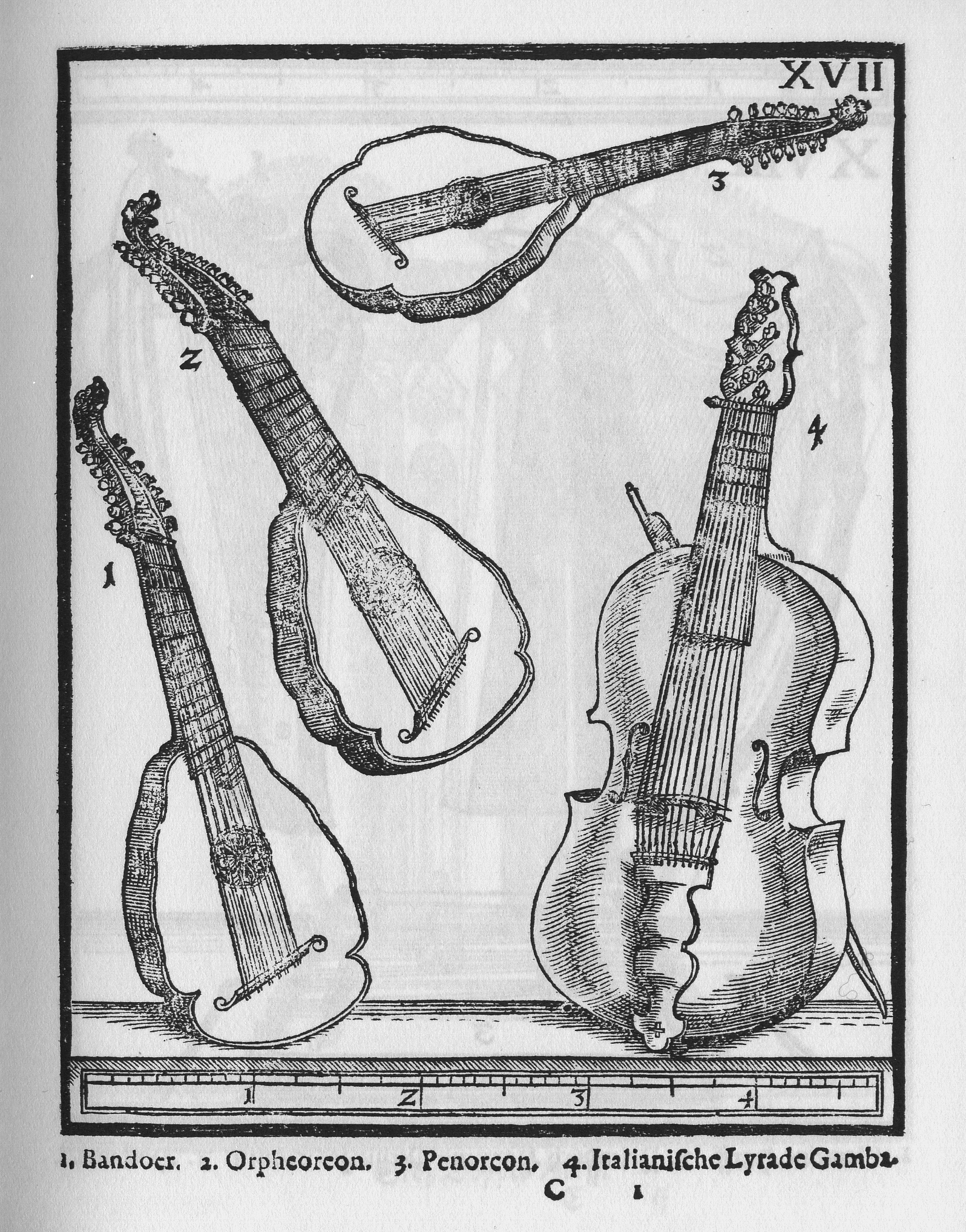
Lira da Gamba bei Praetorius